# Sicya medangula
Sicya medangula är en fjärilsart som beskrevs av Dyar 1918. Sicya medangula ingår i släktet Sicya och familjen mätare. Inga underarter finns listade i Catalogue of Life.